# Unsicherheit
Als Unsicherheit bezeichnet man einen bewusst wahrgenommenen Mangel an Sicherheit oder (im wissenschaftlichen Kontext) an Reliabilität und Validität.  

## Allgemeines
Das Abstraktum Unsicherheit ist sprachlich die Negation und der kontradiktorische Gegensatz von Sicherheit. Unsicherheit wird in vielen Fachgebieten als Begriff genutzt, wobei die Begriffsinhalte nur geringfügig voneinander abweichen. Wenn für eine Entscheidung die hierfür relevanten Informationen nicht vollständig vorhanden sind (unvollkommene Information) oder der Entscheidungsträger nicht in der Lage ist, die Informationen perfekt zu verarbeiten und zu interpretieren, entsteht Unsicherheit. Die Wirtschaftswissenschaften versuchen mit dem Problem der Unsicherheit umzugehen, indem sie Risiken durch Bildung von Eintrittswahrscheinlichkeiten künftiger Ereignisse abzuschätzen versuchen. Während beim Risiko die Eintrittswahrscheinlichkeiten bekannt sind, liegen bei Unsicherheiten keinerlei Informationen über die Eintrittswahrscheinlichkeiten der möglichen Ereignisse vor. Gefahren sind gegebene Bedrohungen, bestehen unabhängig von Entscheidungen und lassen sich dem Entscheidungsträger nicht zurechnen. In der Psychologie ist die Unsicherheit das Erleben der Ungewissheit.

## Unsicherheit in der Entscheidungstheorie
In der Entscheidungstheorie werden mit Unsicherheit zukünftige Umweltzustände beschrieben, für welche keine Wahrscheinlichkeiten vorliegen. Unsicherheit wird dabei in Ungewissheit, Risiko und Unwissen unterteilt. Bei der Ungewissheit sind die möglichen Auswirkungen bekannt, man verfügt jedoch nicht über Informationen zur Eintrittswahrscheinlichkeit. Beim Risiko ist als zusätzliche Information die Eintrittswahrscheinlichkeit bekannt, nicht aber der Zeitpunkt. Beim Unwissen sind auch die Auswirkungen der untersuchten Handlungsalternativen nicht vollständig bekannt. Die Entscheidungstheorie bietet verschiedene Methoden zur Entscheidung unter Ungewissheit, Entscheidung unter Unsicherheit und Entscheidung unter Risiko. Die Anwendung mathematischer Modelle zur Repräsentation von Unsicherheit ist extrem schwierig.

## Selbstunsicherheit in der Psychologie
Daneben gibt es die Bedeutung der Selbstunsicherheit als subjektiv-emotionalen Zustand eines Lebewesens infolge von fehlendem Vertrauen oder Ängstlichkeit im Gegensatz zur Selbstsicherheit. Dieser Zustand kann sich beim Menschen als Persönlichkeitseigenschaft in Vermeidungsverhalten äußern und wird in der Psychiatrie auch als Selbstunsicher-vermeidende Persönlichkeitsstörung bezeichnet.

## Unsicherheit in den Sozialwissenschaften
Studien mit sozialwissenschaftlichen Forschungsgruppen legen nahe, dass auch bei Vorlage gleicher Datenbestände großer Interpretationsspielraum innerhalb der Disziplinen vorherrscht. Forschende plädieren deshalb für eine bewusste Kommunikation möglicher Unsicherheiten in der quantitativen und empirischen Sozialforschung.

## Unsicherheit in der Messtechnik und in den Naturwissenschaften
Beim Messen einer physikalischen Größe entsteht eine Unbestimmtheit, die verschiedene Ursachen haben kann. Sie wird als Messunsicherheit bezeichnet.
Dass gewisse Messgrößen generell nicht gleichzeitig exakt gemessen werden können, ist ein fundamentales Prinzip der Quantenmechanik und findet seine Formulierung in der heisenbergschen Unschärferelation.

## Unsicherheit im Risikomanagement
Die Norm ISO 31000 definiert Risiko als Effekt der Unsicherheit auf den Grad der Zielerreichung. Unsicherheit wird hierbei mit dem „gänzlichen oder teilweise Fehlen von Informationen“ beschrieben.